# Kempi
Jerreley Zanian John Slijger (* 4. Mai 1988 in Helmond), Künstlername Kempi, ist ein niederländischer Rapper aus Eindhoven. Er stand bis 2012 beim Label TopNotch unter Vertrag.

## Leben und Karriere
Kempi wuchs in dem Stadtteil Woensel-West in Eindhoven auf. Dort kam er schon früh in Kontakt mit dem kriminellen Milieu und beging diverse Straftaten. Im September 2006 bekam er einen Plattenvertrag bei dem niederländischen Label TopNotch. Im Juni 2008 wurde er zu einer 12-monatigen Gefängnisstrafe verurteilt. Darauf veröffentlichte er diverse Mixtapes und im Juli 2008 sein Debütalbum Du Zoon, welches Platz 7 der niederländischen Charts erreichte. Daraufhin veröffentlichte er sein viertes Mixtape Mixtape 3.2: Du Evolutie Van 'N Nigga. Ende März 2010 erschien sein aktuelles Mixtape Du Gangsta Tape. 
Slijger ist Vater von zwei Kindern.

## Musikalischer Stil
Kempi macht niederländischsprachigen Gangsta-Rap. Dabei sind diverse amerikanische Einflüsse nicht von der Hand zu weisen. Nennenswert sind in diesem Zusammenhang Features mit den amerikanischen Künstlern Bone Thugs-N-Harmony und The Outlawz. Sprachlich sind seine Texte kreolisch beeinflusst.

## Diskografie

### Alben
- 2008: Du zoon
- 2011: Het testament van Zanian Adamus
- 2017: DU4
- 2019: Oompie keke

### Mixtapes
- 2006: Mixtape 1: Tsss Kempi
- 2007: Mixtape 2: Rap ’n Borie
- 2007: Mixtape 3.1
- 2009: Mixtape 3.2: Du Evolutie Van ’N Nigga
- 2010: Du Gangsta Tape

### Singles
- 2007: Zet um op baby
- 2017: Cocaina (NL: Platin)